# Sclerophrys togoensis
Sclerophrys togoensis es una especie de anfibios anuros de la familia Bufonidae.

## Distribución geográfica y hábitat
Habita en Costa de Marfil, Ghana, sur de Guinea, Liberia, Sierra Leona y Togo.
Su hábitat natural incluye bosques tropicales o subtropicales secos y a baja altitud y ríos.
Está amenazada de extinción por la pérdida de su hábitat natural.